# Olimpiai rekordok listája atlétikában
Az olimpiai rekordok listája atlétikában az olimpiai játékokon az atlétikában elért eddigi legjobb eredményeket tartalmazza.

## Férfiak
| Versenyszám           | Eredmény  | Sportoló(k)                                                | Nemzet                        | Játékok             | Dátum       |
| --------------------- | --------- | ---------------------------------------------------------- | ----------------------------- | ------------------- | ----------- |
| 100 méter             | 9,63      | Usain Bolt                                                 | Jamaica (JAM)                 | 2012 London         | 2012.08.05. |
| 200 méter             | 19,30     | Usain Bolt                                                 | Jamaica (JAM)                 | 2008 Peking         | 2008.08.20. |
| 400 méter             | 43,03     | Wayde van Niekerk                                          | Dél-afrikai Köztársaság (RSA) | 2016 Rio de Janeiro | 2016.08.14. |
| 800 méter             | 1:40,91   | David Rudisha                                              | Kenya (KEN)                   | 2012 London         | 2012.08.09. |
| 1500 méter            | 3:28,32   | Jakob Ingebrigtsen                                         | Norvégia (NOR)                | 2020 Tokió          | 2021.08.07. |
| 5000 méter            | 12:57,82  | Kenenisa Bekele                                            | Etiópia (ETH)                 | 2008 Peking         | 2008.08.23. |
| 10 000 méter          | 27:01,17  | Kenenisa Bekele                                            | Etiópia (ETH)                 | 2008 Peking         | 2008.08.17. |
| Maraton               | 2:06:32   | Samuel Wanjiru                                             | Kenya (KEN)                   | 2008 Peking         | 2008.08.24. |
| 110 méter gát         | 12,91     | Liu Hsziang                                                | Kína (CHN)                    | 2004 Athén          | 2004.08.27. |
| 400 méter gát         | 45,94     | Karsten Warholm                                            | Norvégia (NOR)                | 2020 Tokió          | 2021.08.03. |
| 3000 méter akadály    | 8:03,28   | Conseslus Kipruto                                          | Kenya (KEN)                   | 2016 Rio de Janeiro | 2016.08.17. |
| 4 × 100 méteres váltó | 36,84     | Nesta Carter Michael Frater Yohan Blake Usain Bolt         | Jamaica (JAM)                 | 2012 London         | 2012.08.11. |
| 4 × 400 méteres váltó | 2:55,39   | LaShawn Merritt Angelo Taylor David Neville Jeremy Wariner | Egyesült Államok (USA)        | 2008 Peking         | 2008.08.23. |
| 20 km-es gyaloglás    | 1:18:46   | Csen Ting                                                  | Kína (CHN)                    | 2012 London         | 2012.08.04. |
| 50 km-es gyaloglás    | 3:35:59   | Szergej Kirgyapkin                                         | Oroszország (RUS)             | 2012 London         | 2008.08.11. |
| Magasugrás            | 239 cm    | Charles Austin                                             | Egyesült Államok (USA)        | 1996 Atlanta        | 1996.07.28. |
| Távolugrás            | 890 cm    | Bob Beamon                                                 | Egyesült Államok (USA)        | 1968 Mexikóváros    | 1968.10.18. |
| Rúdugrás              | 603 cm    | Thiago Braz da Silva                                       | Brazília (BRA)                | 2016 Rio de Janeiro | 2016.08.15. |
| Hármasugrás           | 18,09 m   | Kenny Harrison                                             | Egyesült Államok (USA)        | 1996 Atlanta        | 1996.07.27. |
| Súlylökés             | 23,30 m   | Ryan Crouser                                               | Egyesült Államok (USA)        | 2020 Tokió          | 2021.08.05. |
| Diszkoszvetés         | 69,89 m   | Virgilijus Alekna                                          | Litvánia (LTU)                | 2004 Athén          | 2004.08.23. |
| Kalapácsvetés         | 84,80 m   | Szergej Litvinov                                           | Szovjetunió (URS)             | 1988 Szöul          | 1988.09.26. |
| Gerelyhajítás         | 90,57 m   | Andreas Thorkildsen                                        | Norvégia (NOR)                | 2008 Peking         | 2008.08.23. |
| Tízpróba              | 9018 pont | Damian Warner                                              | Kanada (CAN)                  | 2020 Tokió          | 2021.08.05. |

## Nők
| Versenyszám           | Eredmény  | Sportoló(k)                                                       | Nemzet                 | Játékok             | Dátum       |
| --------------------- | --------- | ----------------------------------------------------------------- | ---------------------- | ------------------- | ----------- |
| 100 méter             | 10,61     | Elaine Thompson-Herah                                             | Egyesült Államok (USA) | 2020 Tokió          | 2021.07.31. |
| 200 méter             | 21,34     | Florence Griffith Joyner                                          | Egyesült Államok (USA) | 1988 Szöul          | 1988.09.29. |
| 400 méter             | 48,25     | Marie-José Pérec                                                  | Franciaország (FRA)    | 1996 Atlanta        | 1996.07.29. |
| 800 méter             | 1:53,43   | Nagyija Olizarenko                                                | Szovjetunió (URS)      | 1980 Moszkva        | 1980.07.27. |
| 1500 méter            | 3:53,11   | Faith Kipyegon                                                    | Kenya (KEN)            | 2020 Tokió          | 2021.08.06. |
| 5000 méter            | 14:26,17  | Vivian Cheruiyot                                                  | Kenya (KEN)            | 2016 Rio de Janeiro | 2016.08.19. |
| 10 000 méter          | 29:17,45  | Almaz Ayana                                                       | Etiópia (ETH)          | 2016 Rio de Janeiro | 2016.08.12. |
| Maraton               | 2:23:07   | Tiki Gelana                                                       | Etiópia (ETH)          | 2012 London         | 2012.08.05. |
| 100 méter gát         | 12,26     | Jasmine Camacho-Quinn                                             | Puerto Rico (PUR)      | 2020 Tokió          | 2021.08.01. |
| 400 méter gát         | 51,46     | Sydney McLaughlin                                                 | Egyesült Államok (USA) | 2020 Tokió          | 2021.08.04. |
| 3000 méter akadály    | 8:58,81   | Gulnara Szamitova-Galkina                                         | Oroszország (RUS)      | 2008 Peking         | 2008.08.17. |
| 4 × 100 méteres váltó | 40,82     | Tianna Madison Allyson Felix Bianca Knight Carmelita Jeter        | Egyesült Államok (USA) | 2012 London         | 2012.08.10. |
| 4 × 400 méteres váltó | 3:15,27   | Tatyjana Ledovszkaja Marija Pinyigina Olga Nazarova Olha Brizhina | Szovjetunió (URS)      | 1988 Szöul          | 1988.10.01. |
| 20 km-es gyaloglás    | 1:25:02   | Jelena Lasmanova                                                  | Oroszország (RUS)      | 2012 London         | 2012.08.11. |
| Magasugrás            | 206 cm    | Jelena Szleszarenko                                               | Oroszország (RUS)      | 2004 Athén          | 2004.08.28. |
| Távolugrás            | 740 cm    | Jackie Joyner-Kersee                                              | Egyesült Államok (USA) | 1988 Szöul          | 1988.09.29. |
| Rúdugrás              | 505 cm    | Jelena Iszinbajeva                                                | Oroszország (RUS)      | 2008 Peking         | 2008.08.18. |
| Hármasugrás           | 15,67 m   | Yulimar Rojas                                                     | Venezuela (VEN)        | 2020 Tokió          | 2021.08.01. |
| Súlylökés             | 22,41 m   | Ilona Slupianek                                                   | NDK (GDR)              | 1980 Moszkva        | 1980.07.24. |
| Diszkoszvetés         | 72,30 m   | Martina Hellmann                                                  | NDK (GDR)              | 1988 Szöul          | 1988.09.29. |
| Kalapácsvetés         | 82,29 m   | Anita Włodarczyk                                                  | Lengyelország (POL)    | 2016 Rio de Janeiro | 2016.08.15. |
| Gerelyhajítás         | 71,53 m   | Osleidys Menéndez                                                 | Kuba (CUB)             | 2004 Athén          | 2004.08.27. |
| Hétpróba              | 7291 pont | Jackie Joyner-Kersee                                              | Egyesült Államok (USA) | 1988 Szöul          | 1988.09.24. |

## Vegyes csapat
| Versenyszám           | Eredmény | Sportolók                                                                 | Nemzet              | Játékok    | Dátum       |
| --------------------- | -------- | ------------------------------------------------------------------------- | ------------------- | ---------- | ----------- |
| 4 × 400 méteres váltó | 3:09,87  | Karol Zalewski Natalia Kaczmarek Justyna Święty-Ersetic Kajetan Duszyński | Lengyelország (POL) | 2020 Tokió | 2021.07.31. |